# Stuart Braithwaite
Stuart Braithwaite (ur. 10 maja 1976 w South Lanarkshire) – brytyjski gitarzysta, klawiszowiec i kompozytor. Największe sukcesy odnosił jako członek zespołu Mogwai (od 1995). Od 2015 roku jest również członkiem zespołu Minor Victories.

## Życiorys i kariera muzyczna
Stuart Leslie Braithwaite urodził się 10 maja 1976 roku w South Lanarkshire. Gdy miał 10–11 lat, dostał swoją pierwszą gitarę i od razu polubił ten instrument. Po jakimś czasie przekonał ojca, żeby kupił mu gitarę elektryczną, co też się stało. Gitara stała się odtąd stałym elementem jego życia. Muzyką zainteresował się dzięki starszej siostrze, która była jej oddaną miłośniczką. Dzięki niej zwrócił uwagę na album White Light/White Heat zespołu The Velvet Underground. Mniej więcej w tym czasie słuchał również takich zespołów jak The Cure i The Jesus and Mary Chain, które wywarły na niego duży wpływ. W 1991 roku oglądał występ Nirvany na Reading Festival, który go zafascynował. W tym samym roku na imprezie w Ned’s Atomic Dustbin spotkał Dominica Aitchisona. Wkrótce połączyło ich obu zamiłowanie do muzyki. Wspólnie ze szkolnym kolegą, Martinem Bullochem założyli zespół Mogwai dając pierwszy koncert w czerwcu 1995 roku. Braithwaite przedtem był frontmanem zespołu Deadcat Motorbike i perkusistą Eska.  
Jak wspominał po latach w wywiadzie dla The Irish Times:

Próby odbywały się zaraz po Glastonbury w salonie moich rodziców. Zawsze chcieliśmy mieć lepszą nazwę niż Mogwai, ale jak w przypadku wielu rzeczy, nigdy się koło tego nie zakręciliśmy.

Wkrótce do zespołu dołączył gitarzysta John Cummings i Mogwai szybko zyskał reputację błyskotliwego zespołu koncertowego. 
18 marca 1996 roku zespół zadebiutował na rynku fonograficznym singlem „Tuner” / „Lower”.

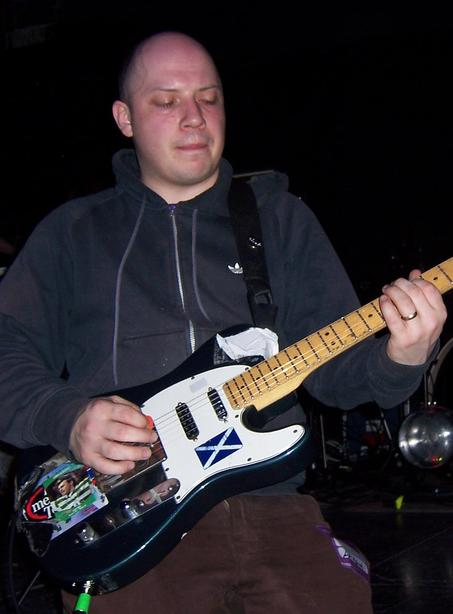
Stuart Braithwaite (2006)

W połowie lat 90. Mogwai stał się prowokacyjnym drogowskazem „post-rocka” , rozwijając emocjonalny, pełen pogłosów shoegaze, jaki wymyślili The Jesus and Mary Chain i My Bloody Valentine oraz noise rockowy eksperymentalizm, który eksploatowali Sonic Youth. Ze Stuartem Braithwaite’em na czele Mogwai ugruntował swoją pozycję jako jeden z najbardziej twórczych zespołów post grunge’owych, zadziwiając bywalców koncertów indie ekscytującymi, rozciągniętymi w czasie jamami na żywo.
W lipcu 2015 roku Stuart Braithwaite wspólnie z Rachel Goswell (z zespołu Slowdive) oraz Justinem Lockeyem (z Editors) i jego bratem Jamesem założyli zespół Minor Victories. Jak wyjaśnił w wywiadzie dla magazynu Exclaim!, powodem jego przystąpienia do Minor Victories był fakt, iż zespół ten jawił mu się jako coś „zupełnie innego" i „zupełnie nowego” w stosunku do tego, co robił w Mogwai.
Z zespołem tym nagrał album, sygnowany jego nazwą, który ukazał się 3 czerwca 2016 roku. 
Również w 2016 roku Stuart Braithwaite wspólnie z Alexem Kapranosem (z zespołu Franz Ferdinand) oraz z RM Hubbertem, Emmą Pollock i Paulem Savage’em (z The Delgados) wystąpił w filmie dokumentalnym Lost in France, wyreżyserowanym przez Nialla McCanna, a poświęconym rozwojowi sceny muzycznej w Glasgow, ukazanej poprzez pryzmat podróży tych muzyków do Francji w początkowym okresie ich kariery.
13 kwietnia 2022 roku Stuart Braithwaite zapowiedział wydanie książki wspomnieniowej, zatytułowanej Spaceships Over Glasgow: Mogwai and Misspent Youth. Jej tytuł został zaczerpnięty z tekstu piosenki Mogwai „Take Me Somewhere Nice” z 2001 roku. Ma ona ukazać się 1 września nakładem wydawnictwa White Rabbit a jej tematem będą czasy spędzone przez muzyka w Mogwai, jego dawna pasja do takich zespołów jak: Sonic Youth, My Bloody Valentine i Jesus and Mary Chain oraz twórcze spotkania na żywo z Nirvaną i The Cure.

## Życie prywatne
Żonaty z piosenkarką Elisabeth Elektrą.  